# Jan Frużyński
Jan Leon Frużyński (ur. 3 stycznia 1923 w Nowym Żmigrodzie koło Krosna, zm. 14 października 1989), polski specjalista mechanizacji rolnictwa, docent doktor habilitowany, wieloletni nauczyciel akademicki Akademii Rolniczej w Poznaniu.

## Życiorys
Był synem Adama i Stanisławy. Ukończył studia na Wydziale Rolniczym Uniwersytetu Wrocławskiego (1951) ze specjalizacją z mechanizacji rolnictwa. Pierwsze sześć lat po studiach przepracował jako nauczyciel akademicki w Wyższej Szkole Rolniczej we Wrocławiu, następnie przeszedł - jako pracownik naukowo-badawczy - do Przemysłowego Instytutu Maszyn Rolniczych w Poznaniu. W 1968 obronił rozprawę doktorską Wpływ niektórych parametrów na pracę końcówek rozpylających z wkładką wirową w opryskiwaczach ciśnieniowych i decyzją ministra przemysłu maszynowego przeszedł do kategorii samodzielnych pracowników naukowo-badawczych. Jednocześnie został kierownikiem Zakładu Maszyn do Ochrony Roślin poznańskiego Instytutu.
W 1972 powrócił do pracy na uczelni, tym razem na Akademii Rolniczej w Poznaniu, gdzie był zatrudniony przez siedemnaście lat. W 1983 przedstawił pracę habilitacyjną Wpływ warunków eksploatacyjnych na jakość rozpylenia cieczy stosowanych w ochronie roślin rozpylaczem rotacyjnym i w kolejnym roku mianowany został docentem. Prowadził zajęcia z mechanizacji rolnictwa oraz mechanizacji ochrony roślin, był promotorem lub recenzentem przeszło 50 prac magisterskich. Pełnił też na uczelni funkcje opiekuna roku i opiekuna koła naukowego. W latach 1984–1987 był dyrektorem Instytutu Mechanizacji Rolnictwa Akademii Rolniczej.
Poza zajęciami i pracą naukową na uczelni współpracował z instytutami i zakładami przemysłowymi w zakresie maszyn rolniczych, przyczyniając się do rozwoju konstrukcji aparatury do ochrony roślin. Sam był w swoim czasie laureatem szczebla centralnego turnieju młodych mistrzów techniki, opracował sześć patentów, opublikował około 125 prac naukowych i popularnonaukowych (w tym pięć skryptów uczelnianych). Prowadził wizytacje szkół mechanizacji rolnictwa oraz zasiadał w jury olimpiad wiedzy o rolnictwie.
Jan Frużyński był członkiem Komisji ds. Mechanizacji Ochrony Roślin Polskiej Akademii Nauk, należał do Stowarzyszenia Naukowo-Technicznego Inżynierów i Techników Rolnictwa oraz Stowarzyszenia Inżynierów i Techników Mechaników Polskich, a także do Związku Nauczycielstwa Polskiego. W 1985 został wyróżniony nagrodą ministra nauki i szkolnictwa wyższego.
Zmarł 14 października 1989.